# Desa Sukasirna (administrativ by i Indonesien, lat -6,49, long 107,06)
Desa Sukasirna är en administrativ by i Indonesien.   Den ligger i provinsen Jawa Barat, i den västra delen av landet, 40 km sydost om huvudstaden Jakarta.